# Velika Reka
Velika Reka (Servisch cyrillisch Велика Река) is een plaats in de Servische gemeente Mali Zvornik. De plaats telt 476 inwoners (2002).